# Kobelberg
Der Kobelberg in der Gemeinde Wiesenfelden im Bayerischen Wald ist ein vollständig bewaldeter Höhenzug in Nord-Süd-Ausrichtung. Er liegt südlich des Ortsteils Schiederhof zwischen den Quellgebieten des Großen Leitenbachs im Osten und des Breimbachs im Westen. Die drei Einzelgipfel haben Höhen von 692 m ü. NHN, 698,3 m ü. NHN und 703 m ü. NHN.
Laut einer im Jahr 2014 veröffentlichten Potenzialanalyse ist der Kobelberg einer von 17 möglichen Top-Standorten für Pumpspeicherwerke in Bayern. Im Landkreis Straubing-Bogen werden auch der Pfarrerberg und der Hadriwa zu diesen in besonderer Weise geeigneten Standorten für Pumpspeicherwerke gerechnet.